# Павло Буре (торговий дім)
Павел Буре (дореф. Павелъ Буре, міжнар. Paul Buhre) — російська годинникова компанія заснована в 1874 році, після революції продовжувала свою роботу в Швейцарії. Постачальник Двору Його Імператорської Величності з 1899 року.

## Історія
Компанія веде свою історію від сімейного бізнесу, який заснував у 1815 році Карл Буре, що переїхав до Санкт-Петербурга з Ревеля. Існує версія, згідно з якою засновника годинникової фірми звали Пауль-Леопольд і він був родом із швейцарського кантона Нойенбург.
Його син, Павло Карлович Буре, отримав звання спадкового почесного громадянина «за сумлінне і старанне, зі збереженням казенного інтересу виконання з 1839 року прийнятих зобов'язань за Двором у Бозі спочиваючої Великої Княгині Марії Миколаївни та по Сергієвській дачі».
У 1842 році народився Буре Павло Павлович, який після закінчення Петропавлівського комерційного училища у 1868 році став компаньйоном батька.
У 1874 році Павло Павлович набуває великої годинної фабрики, розташованої в швейцарському місті Ле-Локль. Павло Буре став оцінювачем кабінету імператора, і за це отримав право розміщувати на своїй продукції та вивісках державний герб. Також він став техніком Ермітажа. Проте конкуренція з боку таких брендів, як Patek Philippe, Tissot і Breguet не дала досягти великих успіхів.
Буре постачав годинник Великим князям Євгенію та Сергію Максиміліановичам Лейхтенбергським. У відповідь вони пролобіювали здобуття Павлом Карловичем Буре звання спадкового почесного громадянина.
У 1884 році Павло Буре отримав звання купця 1 гільдії.
1888 року Павло Буре продав свою фірму двом швейцарським підданим: Полю Жірару та Георгу Пфунду. Нові власники заснували торговий будинок «Павелъ Буре». Статутний капітал склав 30 тисяч рублів.
Для того, щоб уникнути високих митних податків, годинник Буре ввозився в Росію у вигляді деталей, а кінцева збірка проводилася в спеціальних майстернях. Для складання годинника використовувалася жіноча та дитяча праця.
У 1892 році було відкрито магазин у Москві; пізніше — у Києві.
У 1899 році компанія отримала звання «Постачальник Двору Його Імператорської Величності». До цього моменту річний прибуток фірми становив понад 50 тисяч рублів на рік.
На Всесвітній виставці в Парижі у 1899 році фірма отримала срібну медаль.
За час правління Олександра III з Кабінету Його Величності було вручено 3477 годинників на загальну суму більше 277 тисяч рублів. Більшість цих годинників — виробництва фірми Буре.
На Всесвітній виставці 1900 року фірма отримала золоту медаль.
Після жовтневої революції майно компанії було націоналізовано і передано тресту точної механіки, а збитки склали 7 млн золотих рублів, власники також втратили 10 будівель. Але компанію вдалося зберегти і після 1917 року фірма продовжувала працювати в Швейцарії під маркою «Paul Buhre».
Відомо, що настінний годинник Буре був в кабінеті у Леніна, а Сталін користувався кишеньковим годинником фірми.
У 2004 році в Москві була створена компанія «Торговий дім з відродження традицій годинникаря Двора Його Величності Павла Карловича Буре», яка займається виробництвом годинників та збором інформації про історію фірми.

## Асортимент
Основним продуктом Буре були кишенькові годинники, вартість яких починалася від 2 рублів. Крім цього, фірма виробляла дорожні, настінні годинники, ходики, золоті репетири. Великий обсяг замовлень припадав на Військове міністерство і Міністерство шляхів сполучення.

## У масовій культурі
- Образ годинника фірми «Павло Буре» був використаний у фільмі «12 стільців» в епізодах з чавунними сходами.
- Героїня Анастасії Георгієвської з серіалу «Велика зміна» Серафима Павлівна мала кишеньковий годинник марки «Павло Буре», який, на її думку, йшов правильно протягом усього його існування. Цей годинник був любовно нею прозваний «мій дідусь, Павло Буре».

## Цікаві факти
- Під час святкування 290-річчя Дому Романових Ф. Шаляпіну за виступ перед імператорською сім'єю було піднесено золотий годинник Павло Буре вартістю 150 рублів. Співак відмовився їх приймати, тому що роком раніше йому подарували такі самі. Годинник був додатково декорований діамантами, їх вартість зросла до 450 рублів. Після чого Шаляпін прийняв їх[6]. Згодом цей годинник був переданий нащадками Шаляпіна музеям Московського Кремля.
- У 1904 році на замовлення Головного артилерійського управління у зв'язку з початком російсько-японської війни були випущені перші в Росії наручні годинники.